# De Dion-Bouton Type LA
Der De Dion-Bouton Type LA ist ein Pkw-Modell aus der Zeit zwischen den beiden Weltkriegen. Hersteller war De Dion-Bouton aus Frankreich.

## Beschreibung
Das Modell erhielt im Herbst 1928 seine Zulassung von der nationalen Behörde. Vorgänger war der Type IT mit einem etwas kleineren Motor.
Der Vierzylindermotor hat 72,5 mm Bohrung, 120 mm Hub und 1982 cm³ Hubraum. Er war damals in Frankreich mit 12 Cheval fiscal (Steuer-PS) eingestuft. Die Motorleistung ist mit 40 BHP angegeben, was etwa 40 PS sind. Wie so viele Fahrzeuge aus dieser Zeit hat es ein festes Fahrgestell, Frontmotor, Kardanantrieb und Hinterradantrieb. Das Getriebe hat vier Gänge.
Als Radstand sind sowohl 3195 mm als auch 3215 mm überliefert. Die Spurweite beträgt 1400 mm.
Bekannt sind Aufbauten als Pullman-Limousine, Coupé und Cabriolet.
Das Modell wurde bis 1931 in Frankreich angeboten und dann ohne Nachfolger eingestellt. Der Type MA ist eine Variante mit etwas längerem Fahrgestell.